# Nova Xavantina
Nova Xavantina – miasto i gmina w Brazylii, w stanie Mato Grosso.